# Memovox

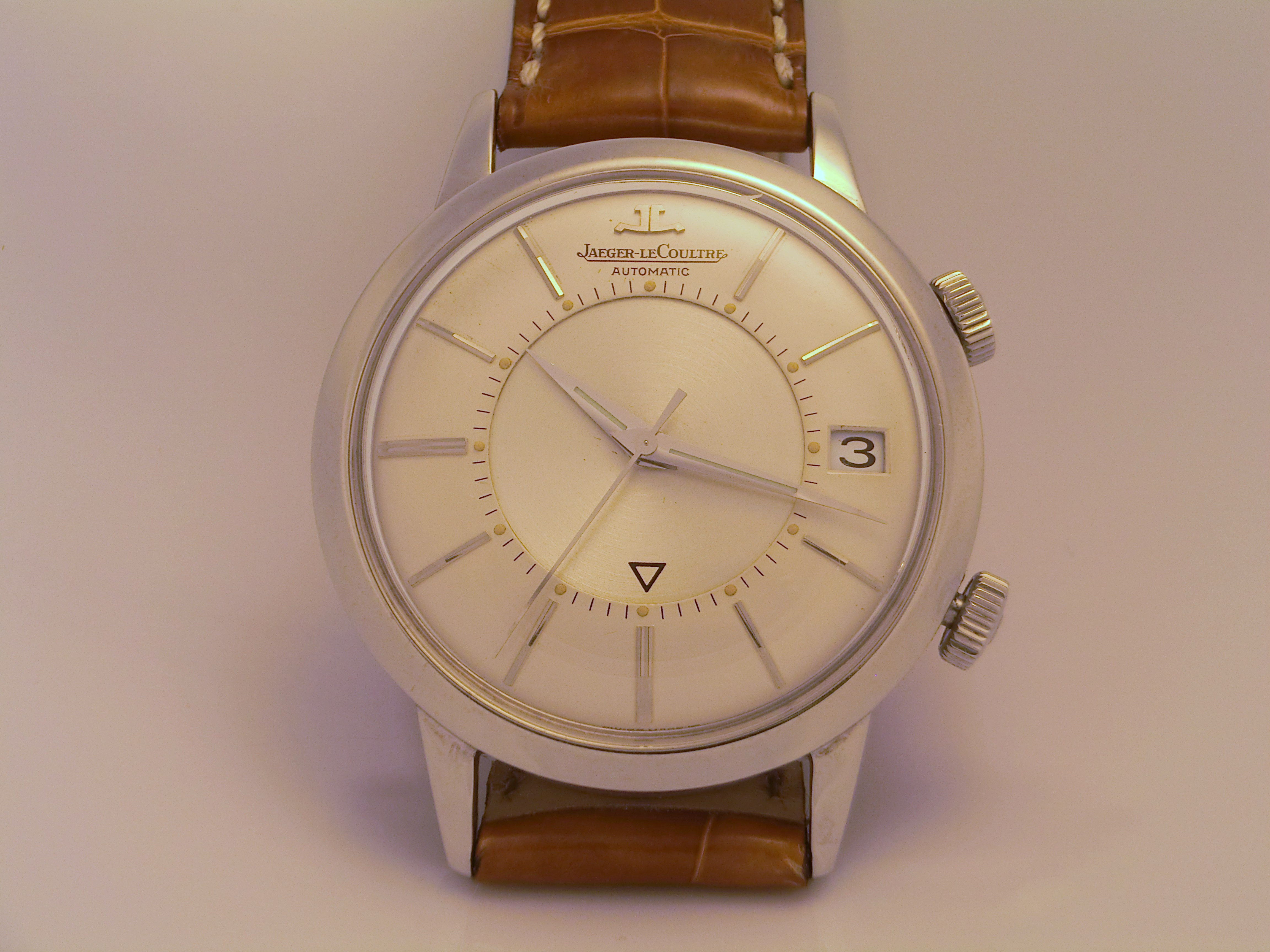
Memovox Modell E855 mit Kaliber K825

Memovox (Kofferwort aus lat. memoria ‚Erinnerung‘ und vox ‚Stimme‘) bezeichnet eine Modellreihe mechanischer Armbanduhren mit Weckfunktion der Schweizer Uhrenmanufaktur Jaeger-LeCoultre.

## Geschichte
Erstmals zum Patent angemeldet wurde ein Armbandwecker durch die Firma Eterna 1908. Im Jahr 1951 kam der erste Armbandwecker von Jaeger-LeCoultre unter dem Markennamen Memovox auf den Markt. Die Firma Vulcain hatte mit der Cricket bereits 1949 den weltweit ersten Armbandwecker hergestellt. Diese ersten Memovox-Modelle waren mit den Kalibern K489, K489/1 oder K601 ausgestattet, welche von Hand aufgezogen wurden. Hierbei ist zu beachten, dass das K601 auch ein späteres Quarzuhrwerk von Jaeger-LeCoultre bezeichnet.
Durch die Trennung der Energiezufuhr für Zeit- und Weckfunktion in zwei getrennten Federhäusern wurde sichergestellt, dass die Gangreserve der Uhr nicht durch ein Auslösen der Weckfunktion gemindert wurde. Dadurch besaßen Memovox-Uhren zwei signierte Kronen. Memovox-Uhren wurden ebenso mit eigenem Markenaufdruck auf dem Zifferblatt und eigener Brückengravur von Cartier, Gübelin (hier unter dem Namen Ipsovox), Dunhill und von Van Cleef & Arpels verkauft. Ab 1955 wurde die Memovox auch mit dem Kaliber K814 ausgestattet, welches eine Datumsanzeige besaß.
Aufgrund des Smoot-Hawley Tariff Acts wurden die Memovox-Modelle für den amerikanischen Markt bis 1980 mit LeCoultre anstatt Jaeger-LeCoultre bedruckt und graviert. Die Kaliber für den amerikanischen Markt wurden in den USA in Uhrengehäuse eingebaut, die dort produziert wurden. Entsprechend unterscheiden sich die in den USA verwendeten Zifferblätter und Gehäuseformen. Eine Ausnahme bilden Gehäuseböden aus Edelstahl, die sowohl bei europäischen wie auch bei amerikanischen Memovox-Uhren immer auf der Innenseite mit LeCoultre geprägt wurden. Der Vertrieb der Memovox in Nordamerika erfolgte durch die Firma Vacheron-Constantin-LeCoultre, einer Tochterfirma von Longines-Wittnauer.

### Automatik-Armbandwecker
1956 brachte Jaeger-LeCoultre mit dem Kaliber K815 die weltweit erste Automatikuhr mit Weckfunktion heraus, die Memovox Automatic. Der Aufzug dieser Uhr erfolgte mit einer Pendelschwungmasse, die in einem Winkel von etwa 110° pendelte, dabei von zwei Federn begrenzt wurde und die Energie in dem Federhaus für die Uhrzeitanzeige speicherte.
Zum 125-jährigen Firmenjubiläum wurde 1958 die Memovox Parking verkauft, bei der die zentrale Weckerscheibe auf dem Zifferblatt mit Markierungen zur Einstellung der Parkzeit bedruckt waren. Gleichzeitig wurde auch die Memovox World Time angeboten, auf deren Weckerscheibe die Zeitzonen aufgedruckt waren und welche somit zur Berechnung der Uhrzeit in anderen Zeitzonen verwendet werden konnte.

### Automatik-Armbandwecker für Taucher
Im Jahr 1959 wurde die als Deep Sea Alarm Automatic (E857) bezeichnete, weltweit erste Taucheruhr mit Weckfunktion entwickelt, die das Kaliber K815 enthielt. Diese Uhr hatte eine nicht drehbare Lünette.

### Automatik-Armbandwecker mit Datum
Ebenfalls im Jahr 1959 erhielt die Memovox Automatic (Modell E855) mit dem automatischen Kaliber K825 eine Datumsanzeige. Dieses Kaliber bestand aus 241 Einzelteilen und wurde zehn Jahre in einer Stückzahl von etwa 45000 gebaut. Das K825 wurde in den Modellen der E855, der in zwei Versionen von 1965 und 1968 vorkommenden E859 (auch als Polaris bezeichnet) und in der E861 verwendet.
Das Uhrengehäuse der europäischen Version der E855 wurde in Edelstahl, in 14-karätigem Gelbgold mit Edelstahlboden, in 18-karätigem Gelbgold und in 18-karätigem Rotgold hergestellt. Die Zifferblätter der europäischen E855 existierten in silbrig-weißer, schwarzer, goldfarbener (nur in Gehäusen aus Gold), roter oder Lapislazuli-artiger Lackierung. Die Indices der europäischen E855 kamen in den zehn Jahren nacheinander in wechselnden Formen vor: kurz und dünn, lang und dünn, rechteckig mit drei breiten Streifen, kurz mit schwarzem Mittelstrich (franz. ébène ‚Ebenholz‘) oder kurz ohne Mittelstrich vor. Die erste Form der Indices der europäischen E855 kam mit aufgesetzten arabischen Ziffern „12“ anstatt des „JL“-Logos. Die letzten beiden Formen der Indices kamen mit einem aufgesetzten Dreieck auf der zentralen Weckerscheibe des Zifferblatts zur Anzeige der Weckzeit, in den Modellen davor war das Dreieck aufgemalt. Die ersten beiden Formen der Indices wurden mit Uhrzeiger in dauphine-Form angeboten, die letzten drei dagegen mit bâton-Zeigern. Nur das E855-Modell europäischer Ausführung mit weißem Zifferblatt wurde mit allen genannten Formen an Indices hergestellt.
Das K825 wurde auch in Uhren des Modells E855 von Jaeger-LeCoultre für Alfred Dunhill und Gübelin (hier unter dem Namen Ipsovox) hergestellt, der Pendelrotor dieser Modelle wurde nur mit dem Namen dieser Firmen graviert (anstatt Jaeger-LeCoultre), das Zifferblatt entsprechend bedruckt und mit einem anderen aufgesetzten Logo versehen. Die US-Version der E855 wurde auch mit einer eigenen Wortmarke auf dem Zifferblatt von Brooks Brothers angeboten.
Die E861 besaß als letztes Uhrenmodell noch das Kaliber K825. Das Uhrengehäuse der E861 wurde, mit dem Nachfolgekaliber K916 und neuen Zifferblättern bestückt, beim späteren Modell E873 weiterverwendet.

### Automatischer Armbandwecker mit Datum für Taucher
Die ab 1965 verkaufte und als Polaris bezeichnete E859 war eine Taucheruhr mit innenliegender drehbarer Lünette, wodurch die Uhr eine dritte Krone aufwies. Das Uhrengehäuse aus Edelstahl besaß einen vergrößerten Durchmesser von 42 mm. Diese Uhr wurde in zwei Editionen (von 1965 und 1968) mit verschiedenen Zifferblättern und Zeigern angeboten. Von beiden Varianten wurden insgesamt 1714 Stück produziert. Die Version von 1965 hatte aufgesetzte Indices und dauphine-Zeiger, während bei der Version von 1968 die Indices gedruckt waren und bâton-Zeiger verwendet wurden. Ein zusätzlicher perforierter Gehäuseboden aus vernickeltem Messing mit 16 Löchern erlaubte der Version von 1968 eine verbesserte Schallübertragung des Weckers, um die Schalldämpfung durch das Handgelenk und das Wasser auszugleichen.

### Memovox Speed-beat

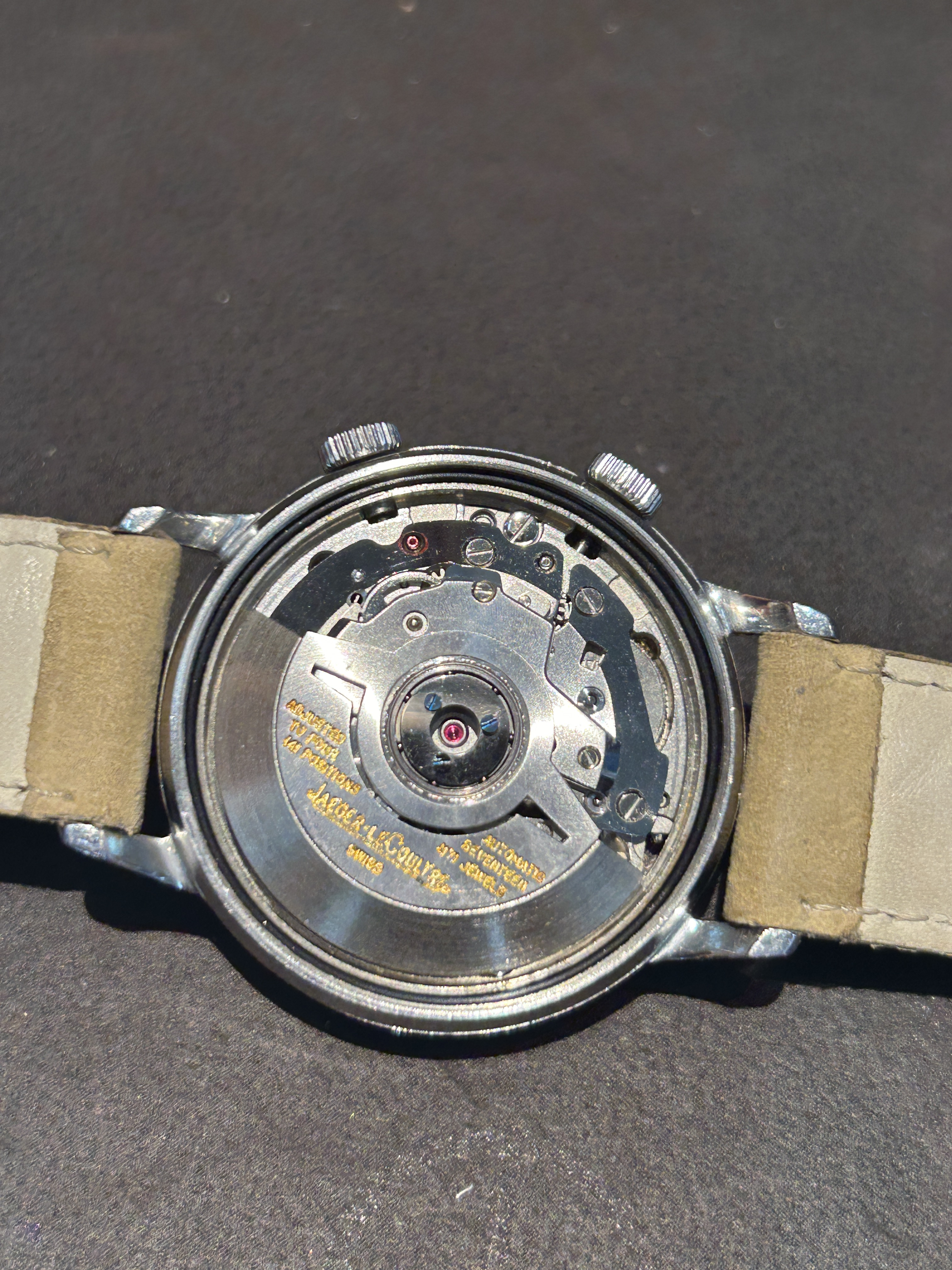
Modell E875 mit Kaliber K916 in der europäischen Version

Das Kaliber K916 wurde ab 1969 in den Memovox-Modellen eingesetzt. Dieses Kaliber war mit einer erhöhten Schwungfrequenz der Unruh von 28.800 Halbschwingungen pro Stunde ausgestattet und wurde daher als Speed-beat bezeichnet, im Vergleich zum K825 mit 18.000 Halbschwingungen pro Stunde. Darüber hinaus war K916 und mit einem Aufzugrotor-Mechanismus ausgestattet, der die vollen 360° in beiden Schwungrichtungen zur Speicherung der mechanischen Energie im Federhaus für den Antrieb der Zeitfunktion ausnutzen konnte.
Das Kaliber K916 wurde gleichzeitig in verschiedenen Uhrengehäusen angeboten: die als Polaris II bezeichnete E870 mit ovalem Gehäuse und drehbarer Lünette, die E871 mit breitem, rechteckigem Gehäuse, die E872 mit hochkant rechteckigem Gehäuse, die E873 mit ovalem Gehäuse, die E874 und die E875 mit klassischem, rundem Gehäuse (E874 mit vergoldetem Gehäuse und Indices aus Lapislazuli), die E876 mit kissenförmigem Gehäuse und die als Memovox Snowdrop bezeichnete E877 in runder Monocoque-Bauweise. Alle Gehäuse mit K916 (außer der E874) wurden in Edelstahl angeboten, die Modelle E873, E875 und E877 auch in 18 Karat Gelbgold. Die Modelle der E861, E870 und E873 waren bei europäischen Uhren auf dem Zifferblatt mit GT für franz. Grande Taille ‚Große Größe‘ bedruckt, während amerikanische Uhren mit HPG für engl. High Precision Guaranteed ‚Hohe Genauigkeit garantiert‘ versehen wurden. Das K916 fand mit einer entsprechenden Rotorgravur auch in Uhrengehäusen von Girard-Perregaux Anwendung. Diese Uhren wurden von Girard-Perregaux selbst (interne Bezeichnung Kaliber GP 080) und, mit einem zusätzlichen Markenaufdruck versehen, auch von Tiffany & Co. verkauft. Ebenso wurde das K916 mit eigener Rotorgravur in Uhrengehäusen von Favre-Leuba unter der Bezeichnung Memo-Raider verkauft. Daneben wurden auch Modelle mit Handaufzug und dem Kaliber K911 unter dem Namen Memodate angeboten, gleichzeitig auch in Gelbgold-Gehäuse von Van Cleef & Arpels mit einer Zeitzonen-Lünette (Modell Traveller World Time) und mit vergoldetem Gehäuse und einem Zifferblatt mit römischen Ziffern von Hermès.

### Tonfeder und ewiger Kalender
Aufgrund der Quarzkrise wurden die Kaliber K916 und K911 von 1969 bis Ende der 1980er Jahre verbaut. Zum 150. Firmenjubiläum 1983 wurde aufgrund der Krise kein Sondermodell der Memovox entwickelt. Zum 35. Jubiläum der Memovox kam 1986 die Memovox Jubilee mit K916 in Gelbgold mit einer Stückzahl von 350 heraus.
Erst 1989 kam mit der Grand Réveil und dem K919 die nächste technische Entwicklung hinzu. Das K919 besaß, als weltweit erstes Kaliber, neben der Zeitfunktion mit automatischem Aufzug eine Weckfunktion mit Tonfeder und einen ewigen Kalender mit vierstelliger Jahresanzeige und Mondphasenanzeige. Durch die Tonfeder wich das „Schnarren“ der frühen Memovox-Modelle einem „Klingeln“. Die Grand Réveil wurde mit Gehäusen in Gelbgold, Rotgold oder Platin angeboten.
Im Jahr 1994 kam mit dem Handaufzugskaliber K914 (mit Tonfeder) die bislang einzige Memovox und der weltweit erste Armbandwecker mit Sichtboden aus Saphirglas heraus. Parallel dazu wurde mit dem K918 ein Armbandwecker mit automatischem Aufzug und Tonfeder angeboten, der jedoch nicht als Memovox, sondern als Master Reveil bezeichnet wurde. Beide Kaliber wurden in Edelstahl- oder Rotgoldgehäusen verschalt und mit weißen oder schwarzen Zifferblättern ausgestattet.

### Vibrationsalarm
Als Weiterentwicklung der Grand Réveil folgte 2003 die Master Grande Memovox mit K909 und ab 2006 die Master Grand Réveil mit dem Kaliber K909/1-440C und zusätzlichem Vibrationsalarm. Beide Uhrengehäuse wurden in Rotgold und Platin angeboten, Letzteres auch in Edelstahl.
Die Memovox wurde ab 2003 mit dem Kaliber K956 bestückt und in Edelstahl oder Rotgold eingeschalt, ab 2004 auch die Amvox 1 in Edelstahl oder Titan. Dieses Kaliber wird auch in den Taucheruhren der Master Compressor Memovox (in Edelstahl oder Rotgold) und der Master Compressor Extreme-W-Alarm (mit zweiter Zeitzone und Gehäusen in Edelstahl oder Titan) verwendet.
Im Jahr 2008 wurden zum 175. Firmenjubiläum die Memovox International in Edelstahl oder Rotgold, die Tribute to Polaris 1965 in Edelstahl oder Platin, die Tribute to Polaris 1968 und 2011 zwei Varianten der Tribute to Deep Sea Alarm Automatic in Edelstahl herausgebracht, basierend auf dem Design der ursprünglichen EU- und US-Versionen.